# Mount Katahdin

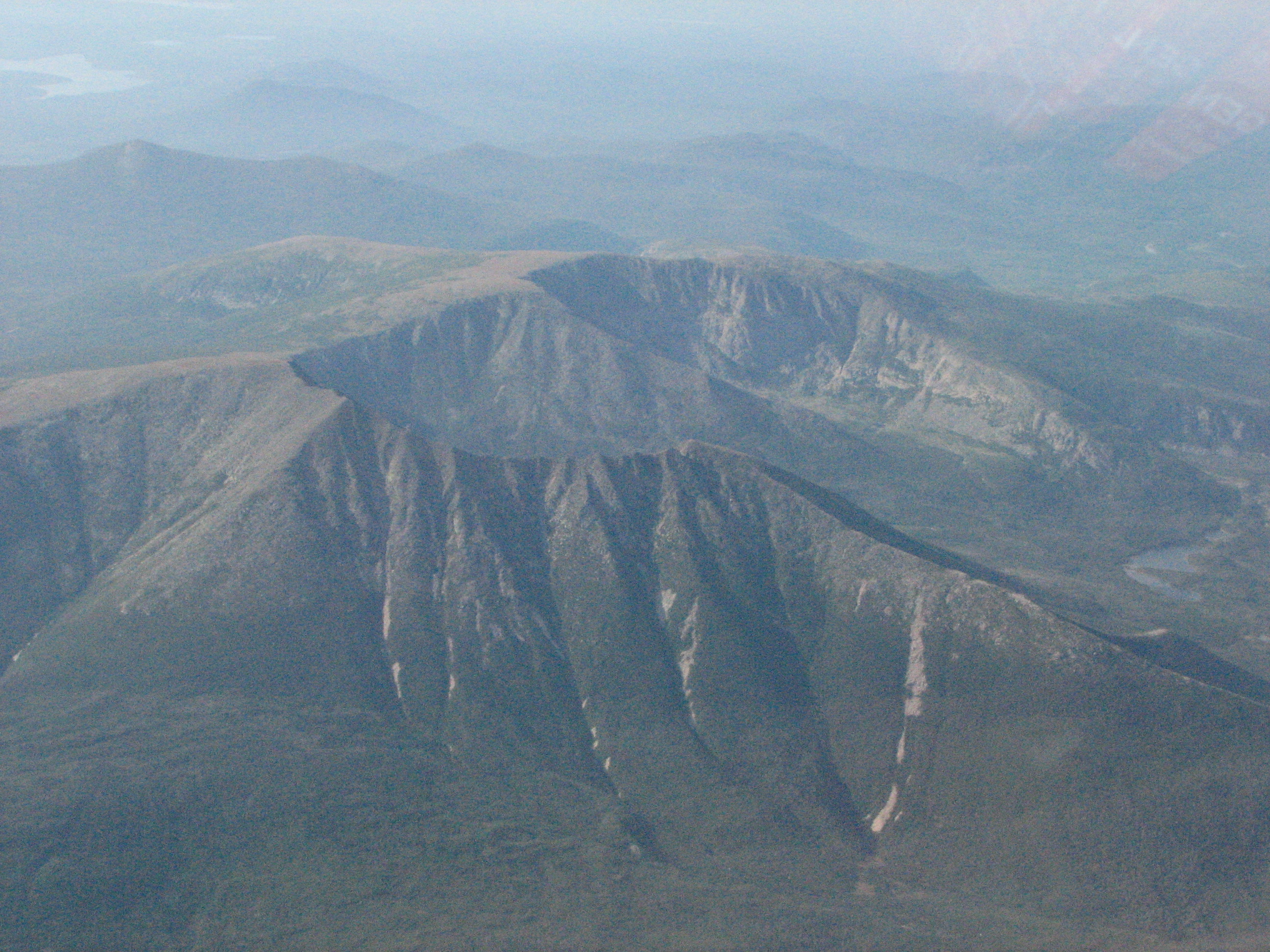
Luftbild des Mount Katahdin, 2005

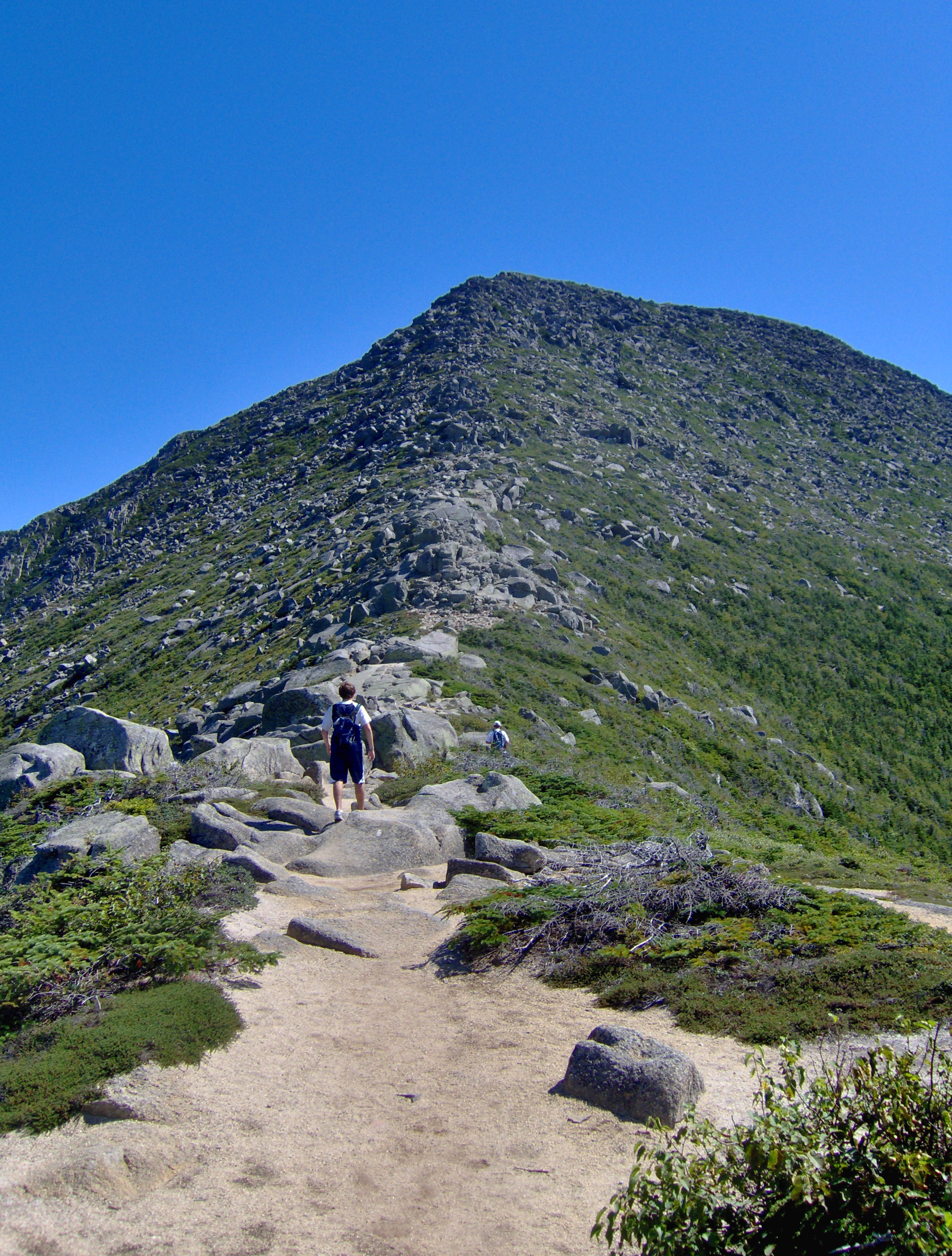
Anstieg zum Gipfel des Mount Katahdin über den Appalachian Trail

Der Mount Katahdin ist mit einer Höhe von 1606 m (5273 ft) der höchste Berg im US-Bundesstaat Maine. Er ist Zentrum des Baxter State Park, einem großen Naturschutzgebiet. Auf seinem höchsten Gipfel, dem Baxter Peak, endet der Appalachian Trail. Der Name stammt von den in der Umgebung wohnenden Stämmen der Penobscot, die ihn Ktaadn nannten, und bedeutet so viel wie „Großer Berg“.

## Geschichte
Die erste bekannte Sichtung des Berges durch einen Nicht-Einheimischen wurde 1764 von Joseph Chadwick berichtet. Die erste bekannte Besteigung des Gipfels fand 1804 durch ein Team von zwölf Bergwanderern unter Leitung von Charles Turner jr. statt. Weitere Besteigungen folgten 1819 und 1820. Die ansässigen Indianerstämme mieden den Gipfel, da nach einer Legende dort ein Dämon sein Sommerlager aufgeschlagen hätte und nur im Winter unter großem Getöse in den warmen Süden fliegen würde.
Seit 1877 steht ein festes Basislager für Aufstiege zur Verfügung, seit 1930 ist das Massiv ein wichtiger Teil des damals gegründeten Baxter State Park, des größten Naturschutzgebietes nördlich des Mississippi. Seit 1938 endet der Appalachian Trail auf dem höchsten der drei Gipfel des Massivs.

## Lage und Umgebung
Das Massiv findet sich nahe der Mitte der Ostgrenze des Piscataquis County und bildet dort das südliche Drittel des Baxter State Park. Zu seinen Füßen vereinigen sich der wasserreiche Westarm und der kleinere Ostarm des Penobscot River. Der Mount Katahdin ist nicht mit dem Auto erreichbar; der am nächsten gelegene Autoparkplatz findet sich am „Chimney pond campground“, die nächste größere Stadt ist das etwa 40 km südöstlich gelegene Millinocket, der nächstgelegene Flughafen ist Bangor.

## Ökologie
Bis in die 1920er Jahre hinein wurde an seinen Hängen intensiv Holz eingeschlagen. Inzwischen sind viele Hänge wieder mit dichten Laub- und Nadelwäldern bewachsen. Die Fichten- und Tannenbestände am Mt. Katahdin waren zudem in dem vergangenen Jahrzehnten wiederholt dem Befall mit Choristoneura fumiferana (engl. Spruce Budworm) ausgesetzt. Ausbrüche des Spruce Budworm können ganze Waldgebiete entwalden; der letzte große Ausbruch in Maine, der auch den Mt. Katahdin betraf, war von 1970 bis 1985.

## Höhe
Der Mount Katahdin gliedert sich in drei Bergspitzen, die eigene Namen haben:
- Baxter Peak (1606 m, entsprechend 5273 ft), im Westen des Massivs
- South Peak (1596 m, entsprechend 5240 ft), in der Mitte der drei Gipfel
- Pamola Peak (1493 m, entsprechend 4902 ft), im Osten des Massivs

## Sonstiges
Zwei Schiffe der US Navy trugen den Namen „USS Katahdin“; außerdem wurde ein Dampfschiff von 1914, das im Besitz des Moosehead Marine Museums ist und auf dem Moosehead Lake kreuzt, nach dem Berg benannt.